# ننو

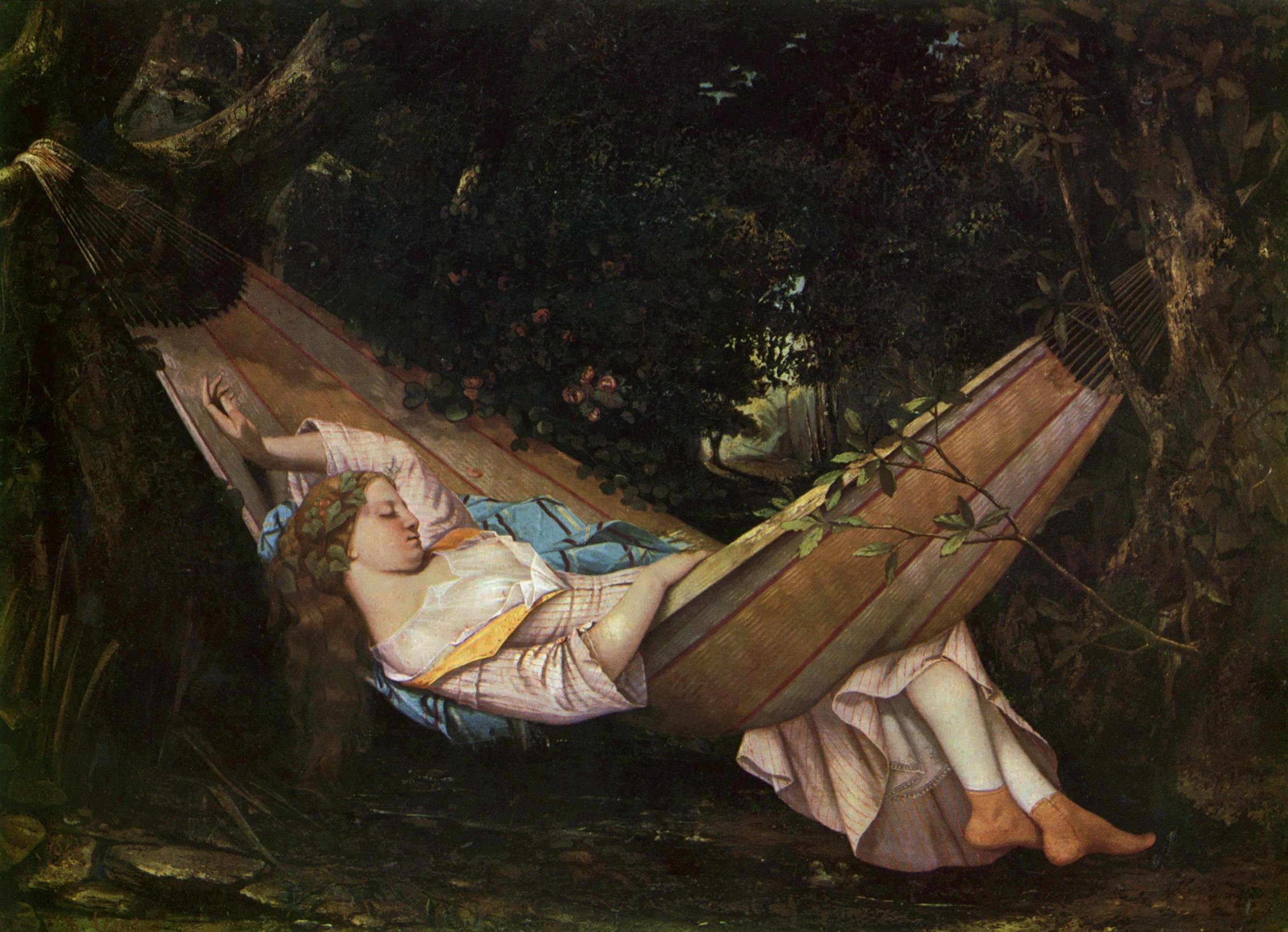
ننو اثر گوستاو کوربه

تخت آویز یا ننو (به انگلیسی: Hammock) یا ننی نوعی گهواره بزرگ است که از چرم یا پارچه ی ضخیم می‌دوزند و دو سر ریسمان آن را به دو درخت یا دو دیوار مقابل بهم می‌بندند. در قدیم به آن ننی، بانوج و بانوچ هم می‌گفتند.
با استفاده از یک پتوی بزرگ، مقداری طناب و چهار قطعه چوب کوچک که از محیط جمع‌ آوری می‌شود نیز می‌شود یک ننوی ساده ساخت.
از ننو می‌توان در داخل ساختمان یا حیاط و بام خانه و نیز در مسافرت‌های برون‌شهری به‌ویژه مناطق جنگلی استفاده کرد. ننو برای گردشگرانی که قصد گشت و گذار در مناطق جنگلی را داشته و می‌خواهند از گزند حیوانات موذی روز زمین در امان باشند، وسیله کارآمدی است.

## پیشینه

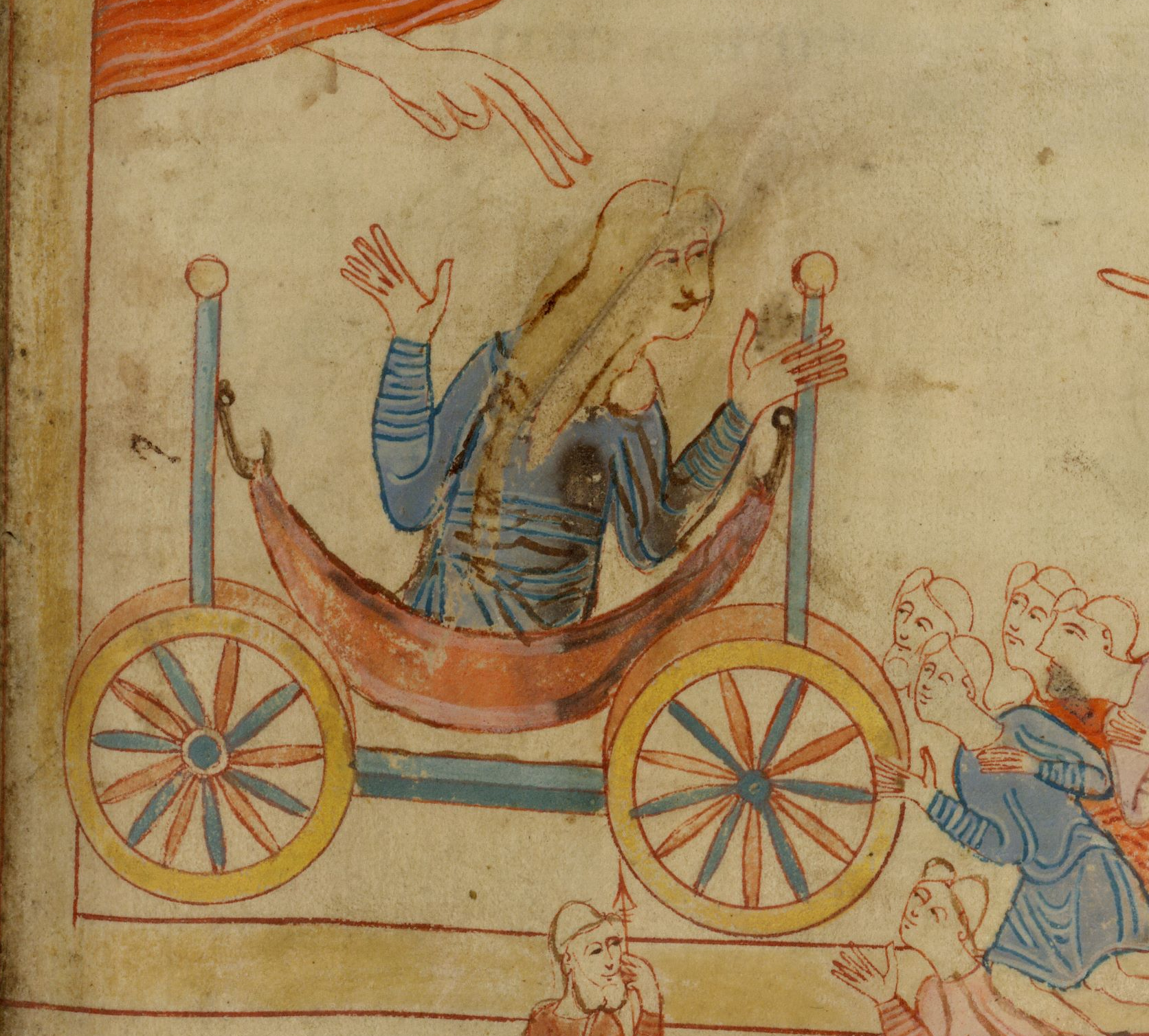
یوسف در ننو بر روی چرخ

در مناطق غربی، ننو نخستین بار توسط مردم آمریکای مرکزی و آمریکای جنوبی برای خواب استفاده شد. بعدها دریانوردان نیز از ننو برای استراحت و صرفه‌جویی در جای خواب بهره بردند.

### در ایران
ننو در خانه‌های قدیمی مازندران با ساختار سقف چوبی، به شکلی بود که بر سقف خانه چهار میخ با فاصلهٔ معین می‌کوبیدند و سپس طنابی را به آن می‌بستند و پایین آن با بستن دو چوب به عرض چهار طناب آویزان شده، ننو شکل می‌گرفت. هنگامی که از ننو استفاده نمی‌شد، چوب‌ها جدا و طناب‌ها به گوشه اتاق بسته می‌شدند.
هنگام کار بافی یا خرد کردن قند یا پنبه کشی، زنان با یک دست یا با طنابی که ننو را به شصت پای خود می‌بستند به تکان دادن آن می‌پرداختند. ننو به شکل دو طناب با کمک چادر یا چادرشب که در آن زمان فراوان بود به نام لاون، هَلانِه یا یک چهارچوب با روکشی از گونی کنفی یا پلاستیکی به نام نَنی استفاده می‌کردند و با تکان دادن آن‌ها به‌طور مداوم یا با کمک یک طناب دراز از راه دور سرگرم چیدن چای، باز کردن پنبه، برداشت محصولات کشاورزی و باغی و انجام امور مربوط به کارهای خانه همچون نظافت روزانه و آشپزی می‌شدند.

## نگارخانه

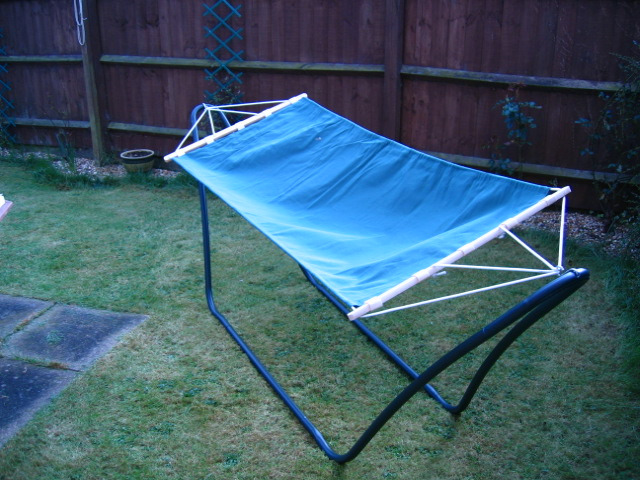
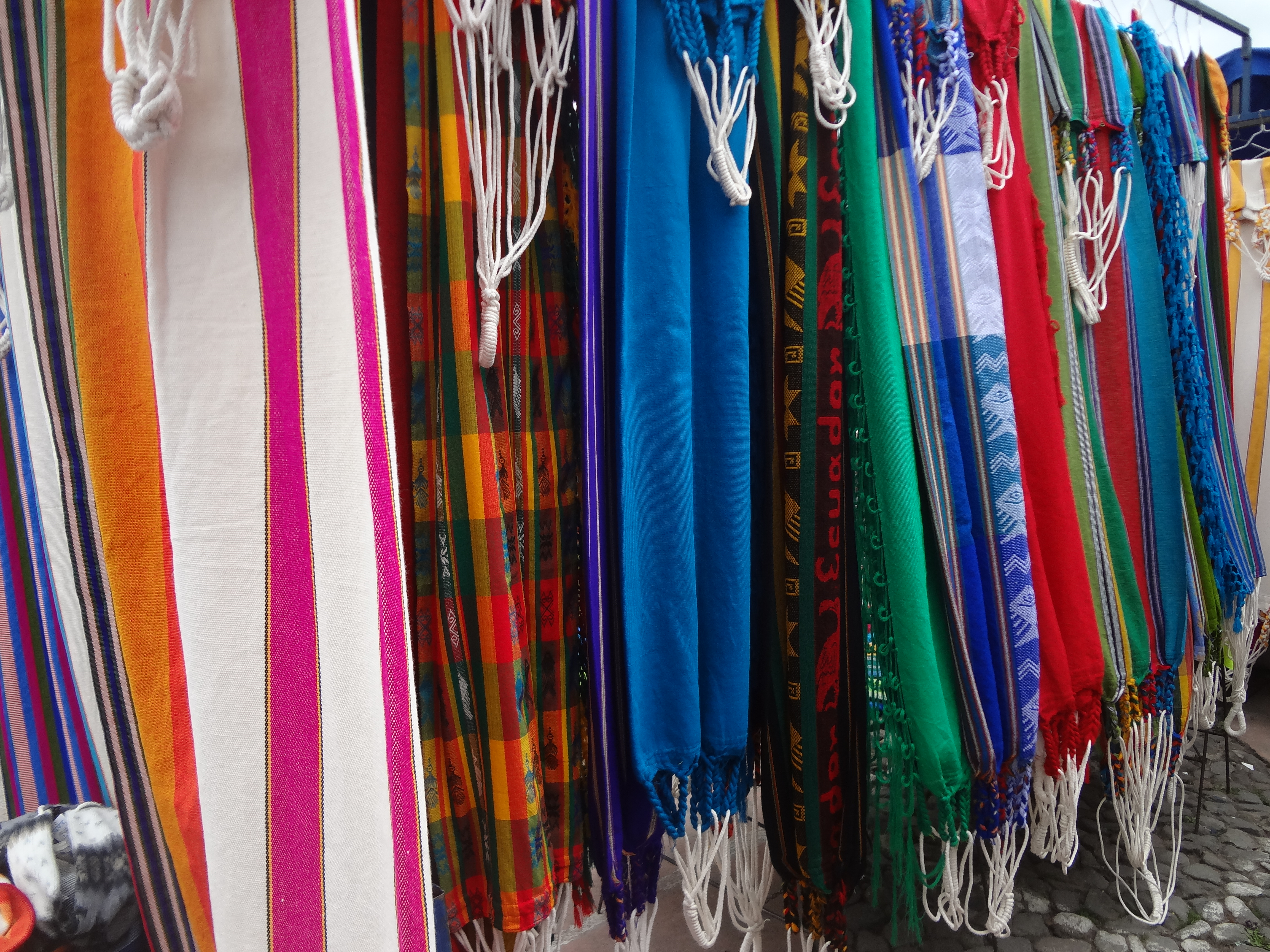
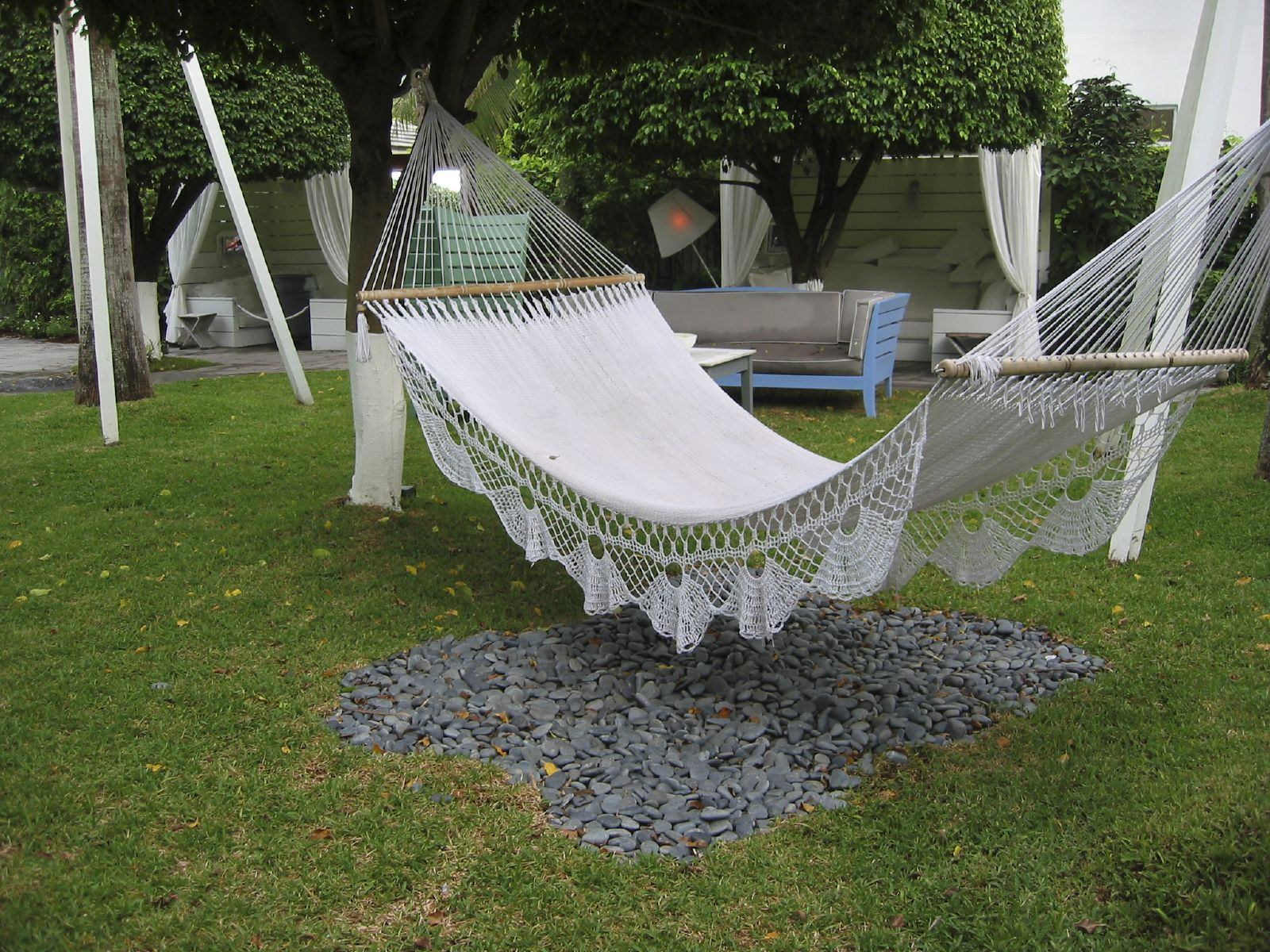
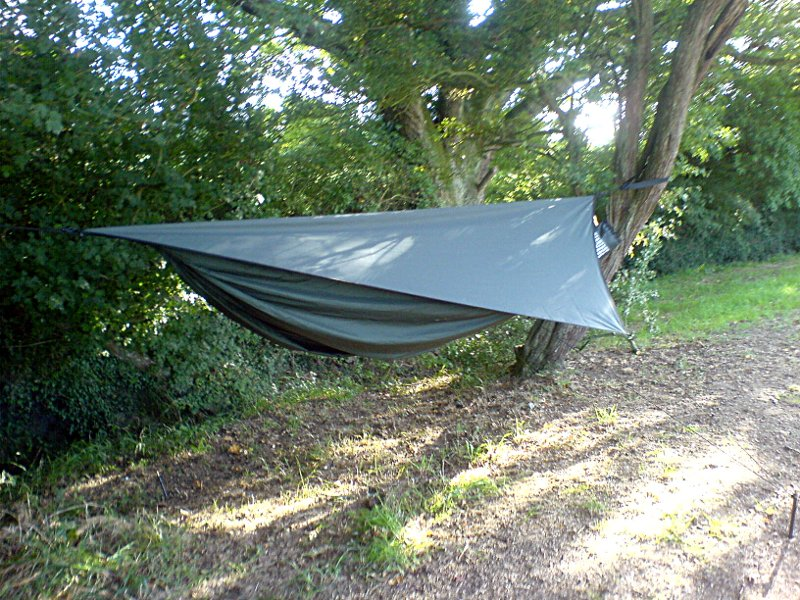